# Consejo Internacional para la Rehabilitación de las Víctimas de la Tortura
El Consejo Internacional para la Rehabilitación de las Víctimas de la Tortura (IRCT) (International Rehabilitation Council for Torture Victims en inglés) es una organización profesional de la salud internacional e independiente que promueve y apoya la rehabilitación de víctimas de tortura y trabaja para la prevención de la tortura en todo el mundo.
La organización fue creada en 1985 como la rama internacional del Centro de Rehabilitación e Investigación de las Víctimas de la Tortura (RCT) de Copenhague y que desde 1997 es una organización independiente del RCT, con más de 160 centros miembros en 76 países del mundo Archivado el 20 de febrero de 2017 en Wayback Machine.

## Su trabajo
La finalidad del IRCT es lograr la completa rehabilitación de las víctimas de la tortura. Abogan por la rehabilitación integral de todas las víctimas de tortura, incluyendo el acceso a la justicia, reparaciones y asesoramiento médico, psicológico y psicosocial. El IRCT trabaja mediante el fortalecimiento de la capacidad de sus miembros, lo que permite un entorno político mejorado para las víctimas de la tortura y genera y comparte conocimientos sobre cuestiones relacionadas con su rehabilitación.
Los profesionales de los centros y programas de rehabilitación del IRCT brindan tratamiento a unos 100.000 supervivientes de tortura cada año. Las víctimas reciben apoyo multidisciplinario que incluye atención médica y psicológica y asistencia jurídica. El objetivo del proceso de rehabilitación es empoderar a los supervivientes de la tortura para que reanuden una vida lo más plena posible.

## Historia
En 1974, en una reunión celebrada por el Consejo Internacional de Amnistía Internacional en Copenhague, varios médicos daneses y holandeses formaron el primer grupo médico para estudiar la tortura bajo la dirección de la doctora Inge Genefke. Los resultados de sus primeras investigaciones, realizadas con exiliados chilenos en Dinamarca que habían sufrido torturas bajo la dictadura del general Pinochet y también con víctimas de la tortura durante el régimen de los coroneles en Grecia, fueron editados en 1977 por Amnistía Internacional con el título Pruebas de Tortura. En 1980 el grupo médico danés consiguió el permiso para admitir, examinar y tratar a víctimas de la tortura en el Hospital Universitario de Copenhague, dando nacimiento al International Rehabiliterings-og Forskningscenter for Tortureofre (el RCT en sus siglas en inglés), sostenido económicamente por el gobierno danés y por contribuciones privadas.
Cinco años después, en 1985, se fundaba la rama internacional del RCT que a partir de 1997 se convirtió en una organización independiente.

### Publicaciones
- TORTURE journal, una revista sobre rehabilitación de víctimas de tortura y prevención de la tortura.

## Estructura
El IRCT está compuesto por cuatro órganos: la Asamblea General, el Consejo, el Comité Ejecutivo y la Secretaría General.

### Asamblea General
La Asamblea General del IRCT se reunirá cada tres años y comprende centros y programas de rehabilitación acreditados en todo el mundo. La Asamblea General proporciona un foro en el que los representantes de los centros y programas de rehabilitación, y otros que trabajan en campos relacionados, pueden facilitar e impulsar el trabajo mundial contra la tortura.
La primera Asamblea General del IRCT se llevó a cabo como Asamblea General Escrita del 16 de junio al 6 de julio de 2003. Todos los centros y programas de rehabilitación que están acreditados por el IRCT fueron elegibles para participar en la Asamblea General, el foro en el que se elige el Consejo del IRCT.
Un total de 94 centros y programas de rehabilitación acreditados participaron en la Asamblea General Escrita del IRCT de 2003.

### Consejo y Comité Ejecutivo
De acuerdo con los Estatutos y Reglamentos del IRCT, el Consejo del IRCT es elegido por la Asamblea General y está compuesto por hasta 30 miembros, 27 en representación de centros y programas de rehabilitación en todo el mundo, y tres expertos independientes. El Consejo es el principal órgano consultivo y de formulación de políticas del IRCT, e incluye a los siete miembros del Comité Ejecutivo.

## Membrecía
Forman parte de ella más de 160 organizaciones radicadas en 76 países, entre ellos doce latinoamericanos: Argentina, Bolivia, Brasil, Chile, Colombia, Ecuador, Guatemala, Honduras, México, Paraguay, Perú y Venezuela.

## Lista de miembros en América Latina
Argentina
- Equipo Argentino de Trabajo e Investigación Psicosocial (EATIP)

Bolivia
- Instituto de Terapia e Investigación sobre las secuelas de la tortura y la violencia estatal (ITEI)

Brazil
- Grupo Tortura Nunca Mais/Río de Janeiro (GTNM/RJ)

Chile
- Centro de Salud Mental y Derechos Humanos (CINTRAS)

Colombia
- Corporación AVRE - Apoyo a Víctimas de violencia sociopolítica pro Recuperación Emocional (enlace roto disponible en Internet Archive; véase el historial, la primera versión y la última). (AVRE)
- Centro de Asistencia Psicosocial (CAPS-CO)

Ecuador
- Fundación para la Rehabilitación Integral de Víctimas Violencia (PRIVA)

Guatemala
- Oficina de Derechos Humanos del Arzobispado de Guatemala (enlace roto disponible en Internet Archive; véase el historial, la primera versión y la última). (ODHAG)

Honduras
- Centro de Prevención, Tratamiento y Rehabilitación de las Víctimas de la Tortura y sus Familiares (CPTRT)

Mexico
- Colectivo Contra la Tortura y la Impunidad (enlace roto disponible en Internet Archive; véase el historial, la primera versión y la última). (CCTI)

Paraguay
- Salud Mental y Derechos Humanos (ATYHA)

Peru
- Centro de Atención Psicosocial (CAPS)

Venezuela
- Red de Apoyo por la Justicia y la Paz